# Casa Josep Claramunt
La casa Josep Claramunt o Bulbena és un edifici situat als carrers de Lledó, 17 i de la Baixada de Viladecols, 1 de Barcelona, catalogat com a bé cultural d'interès local.

## Història
El 1775, Josep Antoni de Duran i de Braçó, regidor perpetu de la ciutat, vengué la finca a Sebastià Anglí i Monnar, ciutadà honrat, per 7.000 lliures. El 1868, Sebastià Anglí i Serra la vengué a l'advocat Josep Claramunt i Rius, a qui devia diners. El 1871, aquest va adquirir una porció de terreny a l'altra banda de la muralla romana a Dolors Sol i Padrís, propietària de la casa de la plaça dels Traginers, 4, i aquell mateix any, va encarregar el projecte d'un nou edifici al mestre d'obres Ramon Portusach i Barrató. En el transcurs de l'enderrocament, s'hi van trobar diverses restes procedents d'un edifici de l'antiga Bàrcino, que foren dipositats al museu lapidari de Sant Joan: «En el lienzo de muralla del primer recinto de esta capital que se está derribando en el solar donde habia el colegio del señor Carnicer y Cornet, sito en la bajada de Viladecols, se han encontrado entre los sillares, restos dignos de conservacion que suponen la existencia de edificios anteriores á la construccion de dicha muralla y que debieron derribarse cuando se construyó. El macizo de esta demuestra claramente dos épocas, pues la parte que da á la plaza de los Arrieros, es posterior a la que hay detrás, y ambas forman un grueso extraordinario. En la primera el maestro de obras señor Fontseré ha encontrado además de varias cornisas, bases y pilastras estriadas, un precioso capitel corintio, un trozo de friso con bustos á manera de medallones que tal vez estaria sobre el arquitrabe. Se han encontrado tambien parte de las columnas estriadas, dos estatuas mutiladas, de piedra comun, una de las cuales representa un guerrero, y varios otros fragmentos que pasarán a formar parte del museo lapidario de San Juan. […] Se ignora de qué edificio formaban parte los indicados restos, si bien se presume que allí se levantaría un templo romano u otro edificio análogo, demolido en alguno de los trastornos que sufrió Barcelona, y destruido hasta el punto de emplear las piedras que lo formaban para sillares de dicha muralla. Es dificil fijar la época de su construccion.»
Posteriorment, la propietat passà a mans de Concepció Casas i Claramunt, casada amb Josep Oliva i Martí, i després als seus fills Assumpció i Josep Oliva i Casas.

## Descripció
La composició de la façana principal al carrer de Lledó s'organitza simètricament amb un eix vertical central. A la planta baixa hi ha tres portals d'arc escarser adovellat. A sobre hi ha un entresol i quatre pisos, amb balcons de llosana de pedra i barana de ferro forjat, i amb la particularitat que els centrals, a partir del primer pis, són més amples i estan recolzats sobre mènsules. Cada planta és separada per un encintat amb motllures a nivell de terra de cada pis. La façana que dona a la plaça dels Traginers, construïda sobre el traçat de la muralla romana, és més senzilla i estreta, i tan sols en destaca el portal d'arc escarser, que s'estreta a la part superior.